# 佛朗明哥小酒館
佛朗明哥小酒館(Tablao)是佛朗明哥藝術家表演的小酒館，也提供飲料或晚餐服務，通常於晚間十點到十二點之間表演兩場。

## 發展
在20世紀60年代發展在西班牙發展，取代了歌唱咖啡廳 "cafés cantantes" 這種表演場地。
相對於比較不公開的佛朗明哥同好會(Peña)，Tablao 的客層主要是外國觀光客。

### 較有歷史的 Tablao
賽維亞的 Los Gallos(意思為：公雞) Tablao 1966 年開業，是當地最古老的 Tablao 之一，曾經在 92 年巴塞隆納奧運開幕式上獨舞的 Cristina Hoyos ，就是在此 Tablao 開始職業生涯。
馬德里 的 Corral de la Moreria(意思為：摩爾人的莊園) 於 1965 年開業，主演法雅魔幻之愛的的女舞者  Pastora Imperio、馬力歐·馬雅、安東尼奧·佳德斯都在那邊表演過。經營者是女舞者 Blanca del Rey，她曾經兩度受邀到台灣台北市表演，第一次在國家音樂廳，第二次是1993年在國父紀念館。

### 日本的發展
日本東京的 Tablao 'El Flamenco'1967 年在新宿區開業，許多西班牙佛朗明哥舞者、歌手、吉他手都在那邊駐點表演過，包括舞者 Cristina Hoyos, Manolete, Manolo Soler, Joaquín Grilo, Sara Baras, Javier Barón, Eva Yerbabuena, 貝蓮·馬雅(Belén Maya), Rafael Amargo 等, 吉他手 Pepe Habichuela, Enrique de Melchor 等, 歌手  Jarrito, José Mercé 跟 Enrique Ortega。

## 批評
因為 Tablao 的主要客層是觀光客，表演費加上晚餐往往超過五十歐元的消費，有著"過於昂貴"、"觀光化"、"不夠純正跟深沈"的缺失。

## 引用
1. ↑  .   [2012-01-22]. （原始内容存档于2020-09-22）.
2. ↑  .   [2012-01-22]. （原始内容存档于2010-06-22）.